# Limburglijnen
De Limburglijnen zijn zes spoorverbindingen in de Nederlandse provincie Limburg die met ingang van 11 december 2016 door Arriva Personenvervoer Nederland als stoptreinen worden verzorgd.

## Geschiedenis
Op 10 december 2016 liep de concessie van Limburg af en heeft Veolia Transport Nederland het openbaar vervoer na 10 jaar afgerond in de provincie Limburg.
Na een aanbesteding heeft de provincie Limburg het openbaar vervoer voor een periode van 15 jaar gegund aan Arriva Personenvervoer Nederland, deze is gestart op 11 december 2016.
In deze concessie heeft Arriva gekozen om "Limburglijnen" in te voeren. Dit is een duidelijk overzicht van treinverbindingen in Limburg.
Zo is Limburg de eerste provincie die alle stoptreinen onder heeft gebracht bij een regionale vervoerder en worden alleen de intercity's nog gereden door NS.
Ook zijn alle stoptreinen voorzien van lijnnummers met een kleur waardoor het nog makkelijker is om je juiste trein te vinden.

## Lijnnummers
|  | Lijn     | Bestemming | Soort vervoer | Bijzonderheden                                                                            |
|  | -------- | --- | ------------- | ----------------------------------------------------------------------------------------- |
|  | Lijn S1  | Roermond - Swalmen - Reuver - Tegelen - Venlo - Blerick - Venray - Vierlingsbeek - Boxmeer - Cuijk - Mook Molenhoek - Nijmegen Heijendaal - Nijmegen                                | Stoptrein     |                                                                                           |
|  | Lijn S1a | Venray - Vierlingsbeek - Boxmeer - Cuijk - Mook Molenhoek - Nijmegen Heijendaal - Nijmegen                                                                                          | Stoptrein     | Versterkt lijn S1 tussen Venray en Nijmegen zodat er de gehele dag een kwartierdienst is. |
|  | Lijn S2  | Roermond - Echt - Susteren - Sittard - Geleen-Lutterade - Beek-Elsloo - Bunde - Maastricht - Maastricht Randwijck                                                                   | Stoptrein     |                                                                                           |
|  | Lijn S3  | Sittard - Geleen Oost - Spaubeek - Schinnen - Nuth - Hoensbroek - Heerlen - Heerlen de Kissel - Landgraaf - Eygelshoven - Chevermond - Kerkrade Centrum                             | Stoptrein     |                                                                                           |
|  | Lijn S4  | Maastricht Randwijck - Maastricht - Maastricht Noord - Meerssen - Houthem St Gerlach - Valkenburg - Schin op Geul - Klimmen Ransdaal - Voerendaal - Heerlen Woonboulevard - Heerlen | Stoptrein     | Limburglijnen                                                                             |
|  | Lijn S5  | Liège* - Bressoux* - Visé* - Eijsden* - Maastricht Randwijck - Maastricht - Meerssen - Valkenburg - Heerlen - Landgraaf* - Aachen HBF*                                              | Sneltrein     | *Deze stations worden in een later stadium van de concessie aangedaan.                    |